# Авиетка
Авие́тка (от фр. aviette) или Авиамотоциклетка — класс летательных аппаратов самолётного типа (аэроплан) небольших размеров с двигателем малой мощности (мощность двигателя не превышает 100 лошадиных сил), обычно одно- или двухместный.
В другом источнике указано что авиэтка, или авиамотоциклетка, небольшой одноместный самолёт, преимущественно спортивного назначения, с маломощным мотором от 10 до 30 л. с., специально облегчённой конструкции. Авиетка — это устаревшее название маломощных одно- или двухместных лёгких самолётов, или это наименование применяют для спортивных самолётов. В Союзе ССР авиетки использовались для учебных полётов. В качестве примера можно привести АНТ-1 КБ Туполева.

## История
Первые авиэтки, или авиамотоциклетки, представляли собою планеры, на которые были установлены двигатели от мотоциклов, отсюда и авиамотоциклетка.
Классификация лёгких и сверхлёгких самолётов менялась со временем. По системе, принятой в Советском Союзе в 1925 году, к авиеткам (маломощным самолётам) относили машины с моторами до 35 л. с. Впоследствии граница между классами последовательно поднималась до 100 и 300 л. с. Первой авиеткой в России, ещё имперского периода, был «Касяненко № 4» братьев Касяненко, 1913.
Первая авиетка в Советском Союзе, системы инженера Седельникова, была выпущена в Ленинграде на заводе «Красный Лётчик», её испытания проведённые 13 октября 1925 года дали хорошие результаты.
В 1920-е годы в Союзе ССР строились авиетки с мотоциклетными моторами в 7—18 л. с., причём авиетка «Буревестник-4» с мотором в 18 л. с. оказалась способной на перелёт Москва — Одесса при скорости до 140 км/ч и потолке 5500 метров; самолёт мог выполнять и фигуры высшего пилотажа.
Были получены рекордные полётные данные, в 1927 году:
- двуместной авиетки — АИР, с мотором Циррус в 55 HP, конструктора А. С. Яковлева, проделавшей перелёт из Севастополя до Москвы, протяжённостью 1 420 километров, без посадки в течение 15 часов 30 минут, со средней скоростью в 92 км/ч;
- одноместной авиетки — «Буревестник С 4», с мотором Блекборн 20 HP, конструктора инженера В. П. Невдачина.